# 東郷村 (山形県西田川郡)
東郷村（とうごうむら）は山形県西田川郡にあった村。現在の東田川郡三川町西部にあたる。赤川左岸にあり、同川の自然堤防上に発達した集落が複数ある。

## 地理
- 河川：赤川、大山川

### 隣接していた自治体
- 東田川郡：広野村、押切村、横山村
- 西田川郡：栄村、西郷村、袖浦村

上記のうち広野村・袖浦村は、1954年12月1日から酒田市に編入された。

## 歴史
- 1876年（明治9年）12月11日 - 尾花村、天神堂村が合併して神花村が発足[3]。
- 1889年（明治22年）4月1日 - 町村制の施行により、神花村、猪子村、成田新田村、青山村、東沼村、善阿弥村、角田二口村の区域をもって東郷村が発足[4]。
- 1929年（昭和4年）7月10日 - 村役場が青山から神花へ移転[1]。
- 1954年（昭和29年）1月26日 - 東郷村町村合併研究会が結成される[5]。
- 1955年（昭和30年）1月1日 - 東田川郡横山村、押切村と合併して東田川郡三川村が発足、同日東郷村廃止[6]。

## 人口
1950年国勢調査による。
- 世帯数：565戸
- 人口：3,743人
- 人口密度：304人/km2
- 男女比：女性100人に対し男性92.6人

## 行政

### 村長
| 代 | 氏名           | 就任年月日                 | 退任年月日                | 備考       |
| -- | -------------- | -------------------------- | ------------------------- | ---------- |
| 1  | 小川又次郎     | 1889年（明治22年）6月19日  | 1903年（明治36年）7月25日 | 東郷村発足 |
| 2  | 鈴木与惣左衛門 | 1903年（明治36年）8月18日  | 1903年（明治36年）10月5日 |            |
| 3  | 小川又次郎     | 1903年（明治36年）10月15日 | 1917年（大正6年）6月9日   |            |
| 4  | 岡田正行       | 1917年（大正6年）9月4日    | 1921年（大正10年）9月5日  |            |
| 5  | 大滝三郎右衛門 | 1923年（大正12年）10月29日 | 1925年（大正14年）6月30日 |            |
| 6  | 小林房吉       | 1925年（大正14年）8月15日  | 1943年（昭和18年）9月25日 |            |
| 7  | 本間安治       | 1944年（昭和19年）1月7日   | 1946年（昭和21年）2月15日 |            |
| 8  | 佐藤三郎       | 1947年（昭和22年）4月5日   | 1951年（昭和26年）4月4日  |            |
| 9  | 佐久間辰吉     | 1951年（昭和26年）4月16日  | 1953年（昭和28年）1月15日 |            |

### 水道事業
村営で簡易水道を設置している。給水人口は1954年時点で1,908人。

## 地名
- 大字青山
- 大字神花 - 前身となる神花村は、1876年に天神堂村と尾花村が合併して発足した[3]。
- 大字東沼
- 大字善阿弥
- 大字角田二口
- 大字猪子
- 大字成田新田 - 成田兵左衛門（幼名渡辺将監、1687年没）が開発した[10]。

## 産業
農業戸数は1953年時点で444戸、うち専業農家は246戸であった。米の年間収穫高は1939年で812,738円であった。

## 教育
1953年時点

### 小学校
- 学校数：本校1校、分校2校
- 学級数：13組
- 児童数：491人

### 中学校
- 学校数：1校
- 学級数：6組
- 生徒数：252人

## 交通

### 路線バス
- 佐藤勇太
  - 黒森 - 成田 - 猪子 - 天神堂 - 青山 - 湯野沢 - 鶴岡：1930年7月運行開始、のちに村内の経路を変更[14]。

### 道路
現在は旧村域を国道7号三川バイパスが通過するが、当時は未開通。